# Tomokazu Myojin
Tomokazu Myojin (født 24. januar 1978) er en japansk fodboldspiller.

## Japans fodboldlandshold
| Japans landshold | Japans landshold | Japans landshold |
| År               | Kmp              | Mål              |
| ---------------- | ---------------- | ---------------- |
| 2000             | 9                | 2                |
| 2001             | 7                | 0                |
| 2002             | 10               | 1                |
| Total            | 26               | 3                |